# 성시백 (쇼트트랙 선수)
성시백(成始柏, 1987년 2월 18일~)은 대한민국의 전직 쇼트트랙 선수이다.

## 경력
경기고등학교 재학 중이던 2005년 12월에 대한민국 국가대표로 뽑혔다. 그러나 2005년 국가대표 선발전에서 탈락하여 2006년 동계 올림픽에 참가하지 못했다. 2006년~2007년 시즌에는 동계 유니버시아드 대표로 선발되어, 토리노에서 열린 2007년 동계 유니버시아드에 참가하여 5관왕에 올랐다. 그 후 다시 국가대표로 선발되었다. 연세대학교 졸업 후 용인시청에 입단했다. 2009년-10년 시즌에 월드컵에서 여러 차례 입상하였다.
밴쿠버에서 열린 2010년 동계 올림픽 1500m 경기에서 결승선을 불과 몇 미터 앞에 남겨두고, 이호석 선수의 무리한 인사이드 추월로 인해 같이 넘어져 은메달과 동메달을 놓쳤다. 500m에서는 결승전을 바로 앞에 두고 1위로 들어오다가 넘어져서 3위로 들어왔으나, 2위를 차지한 아폴로 앤턴 오노가 실격으로 무효처리되어서 은메달을 안았다.
2012년 4월 1일 현역 은퇴를 선언했다. 연세대학교에서 스포츠심리학 석사과정을 마치고 현재 플로리다 주립대학교에서 박사과정을 밟고 있다.

## 수상
- 체육훈장 맹호장(2022년 10월 14일)

## 같이 보기
- 2010년 동계 올림픽 대한민국 선수단